# Eduardo Mera
Eduardo Mera (Castro, Chiloé, 16 de abril de 1987), más conocido en el ambiente artístico como Mera, es un cantante y compositor chileno. Inició su carrera a comienzos de la década de 2010 en la ciudad de Concepción, logrando reconocimiento con su sencillo de 2017 «Me voy de viaje solito» y con el álbum de estudio Bulevar.

## Biografía

### Primeros años e inicios
Mera nació el 16 de abril de 1987 en la ciudad de Castro en el archipiélago de Chiloé. Empezó a interesarse por la música en su juventud, inspirado por la obra de artistas como Juanes y Los Bunkers. Pasó su adolescencia en la ciudad de Chillán, donde empezó a tocar la guitarra y a componer canciones. Más adelante viajó a Concepción, ciudad en la que inició estudios de odontología en la Universidad de Concepción sin abandonar su faceta musical. Allí participó en el concurso de talentos «Pepsi al Máximo», donde recibió consejo del músico y jurado del certamen Claudio Narea, reconocido por su experiencia como guitarrista de la banda Los Prisioneros. Mientras cursaba sus estudios universitarios, el artista y docente Eduardo Meissner le recomendó continuar con su proyecto artístico y en 2013 decidió viajar a la ciudad de Santiago con el fin de participar de la Feria Internacional de la Música Chilena Pulsar y tratar de profesionalizar su carrera artística.

### Carrera
Mientras grababa material para su primer álbum de estudio, el artista lanzó en 2014 «Por favor», su sencillo debut. Radicado en la región del Bíobío, Mera publicó un nuevo sencillo en 2015, titulado «Bulevar». En marzo de 2016 estrenó su álbum debut con el mismo título y bajo el sello discográfico JCM, en el que presentó doce canciones compuestas por él en su mayoría y producidas por Alejandro Contarini. En abril del mismo año el artista realizó el lanzamiento del disco en directo en la Sala SCD de Barrio Bellavista. En 2017 logró reconocimiento en su país natal con el sencillo «Me voy de viaje solito», con el que logró posicionarse en las radios chilenas y en las plataformas digitales. Hasta la fecha el vídeoclip de la canción cuenta con cerca de dos millones de reproducciones en el sitio YouTube.
La popularidad del sencillo llevó a Mera a realizar una gira por su país, seguida de la publicación de nuevas canciones como «Yo cocino», «Viernes para dos», «Vendo un corazón usado» y Quiéreme tal como soy. Luego de registrar en 2019 una colaboración con el cantante Zero en la canción «Escapemos de la ciudad», en 2020 publicó el sencillo «Regálame un domingo (al pasar)», en el que acogió ritmos urbanos y contó con la colaboración del cantante y compositor chileno Ricardo Ulloa, más conocido como Bercher. Recientemente el músico afirmó que en 2021 publicará un nuevo álbum de estudio con el material grabado durante sus últimas sesiones.

## Discografía

### Álbumes de estudio
- Bulevar (2016)[3]

### Sencillos
| Año  | Título                                      | Discográfica       | Notas            |
| ---- | ------------------------------------------- | ------------------ | ---------------- |
| 2014 | «Por favor»                                 | Mera               |                  |
| 2015 | «Bulevar»                                   | Mera               |                  |
| 2017 | «Me voy de viaje solito»                    | Pasajero9          |                  |
| 2018 | «Yo cocino»                                 | Pasajero9          |                  |
| 2018 | «Febrero»                                   | Pasajero9          |                  |
| 2018 | «Vendo un corazón usado»                    | Mera               |                  |
| 2018 | «Vendo un corazón usado» (versión acústica) | Mera               |                  |
| 2018 | «Viernes para dos»                          | Mera               |                  |
| 2019 | «Quiéreme tal como soy»                     | Mera               |                  |
| 2019 | «Me voy de viaje solito» (remix)            | Masclever          |                  |
| 2019 | «Escapemos de la ciudad»                    | Pasajero 9         | Con Zero         |
| 2020 | «Regálame un domingo» (al pasar)            | Masclever          | Con Bercher      |
| 2021 | «Dulces»                                    | Warner Music Chile | Con Diego Alonso |